# Scaevola paulayi
Scaevola paulayi är en tvåhjärtbladig växtart som beskrevs av F.R. Fosberg. Scaevola paulayi ingår i släktet Scaevola och familjen Goodeniaceae. Inga underarter finns listade i Catalogue of Life.